# Quartier des Batignolles
Quartier des Batignolles är Paris 67:e administrativa distrikt, beläget i sjuttonde arrondissementet. Distriktet är uppkallat efter byn Batignolles.
Sjuttonde arrondissementet består även av distrikten Ternes, Plaine-de-Monceaux och Épinettes.

## Sevärdheter
- Sainte-Marie des Batignolles
- Saint-Michel des Batignolles
- Square des Batignolles med Allée Barbara (uppkallad efter Barbara)
- Parc Martin-Luther-King

## Bilder
| - De fyra administrativa distrikten i Paris sjuttonde arrondissement. - Saint-Michel des Batignolles. - Square des Batignolles. |

## Kommunikationer
- Tunnelbana – linje  – Pont Cardinet